# Championnat de Biélorussie de football 1992-1993
Navigation
Saison précédente Saison suivante
La saison 1992-1993 du Championnat de Biélorussie de football est la deuxième édition de la première division biélorusse depuis que la république a acquis son indépendance de l'ex-URSS en août 1991. Elle regroupe dix-sept clubs biélorusses au sein d'une poule unique qui s'affrontent en matchs aller et retour. En fin de saison, les deux derniers du classement sont relégués en deuxième division et remplacés par le champion de cette dernière compétition, afin de refaire passer le championnat à seize clubs.
C'est le Dinamo Minsk, champion en titre, qui remporte à nouveau le championnat, en terminant avec dix points d'avance sur le KIM Vitebsk. Grâce à ce succès, le Dinamo se qualifie ainsi pour la Ligue des champions 1993-1994, tandis que le club du Nioman Hrodna, vainqueur de la Coupe de Biélorussie, prend part à la Coupe des coupes 1993-1994.

## Clubs participants
Aucune équipe n'est reléguée à l'issue de la saison 1992. Le Belarus Minsk, vainqueur de la deuxième division est quant à lui promu dans l'élite pour cette édition, portant le nombre total de participants à dix-sept.
Plusieurs clubs changent d'appellation au cours de l'intersaison ou de la saison elle-même, ainsi, le Traktor Babrouïsk devient le Fandok, le Khimik Hrodna le Nioman, le Belaz Jodzina le Torpedo et le Metalourg Maladetchna le FK Maladetchna.
Légende des couleurs
- Promu de deuxième division.

| Club                    | Présent depuis | Classement 1992 | Stade               | Capacité théorique |
| ----------------------- | -------------- | --------------- | ------------------- | ------------------ |
| Dinamo Minsk            | 1992           | 1               | Stade Dinamo        | 50 050             |
| Dniepr Mahiliow         | 1992           | 2               | Stade Spartak       | 12 000             |
| Dinamo Brest            | 1992           | 3               | Stade Dinamo        | 10 500             |
| Fandok Babrouïsk        | 1992           | 4               | Stade Spartak       | 5 000              |
| Nioman Hrodna           | 1992           | 5               | Stade Nioman        | 14 000             |
| KIM Vitebsk             | 1992           | 6               | Stade Dinamo        | 5 500              |
| Torpedo Mahiliow        | 1992           | 7               | Stade Torpedo       | 4 000              |
| Vedrytch Retchytsa      | 1992           | 8               | Stade Retchytsadrev | 4 000              |
| FK Maladetchna          | 1992           | 9               | Stade municipal     | 5 600              |
| Torpedo Minsk           | 1992           | 10              | Stade Torpedo       | 5 000              |
| Chakhtior Salihorsk     | 1992           | 11              | Stade Chakhtior     | 5 000              |
| Obouvchtchik Lida       | 1992           | 12              | Stade municipal     | 3 500              |
| Torpedo Jodzina         | 1992           | 13              | Stade Torpedo       | 5 500              |
| Stroïtel Staryïa Darohi | 1992           | 14              | Stade Stroïtel      | 3 500              |
| Lokomotiv Vitebsk       | 1992           | 15              | Stade Dinamo        | 5 500              |
| Homselmach Homiel       | 1992           | 16              | Stade Homselmach    | 5 000              |
| Belarus Minsk           | 1992           | 1 (D2)          | Stade Dinamo        | 50 050             |

## Compétition
Le barème de points servant à établir le classement se décompose ainsi :
- Victoire : 2 points
- Match nul : 1 point
- Défaite : 0 point

### Classement
| Rang | Équipe                  | Pts | J  | G  | N  | P  | Bp | Bc | Diff |
| ---- | ----------------------- | --- | -- | -- | -- | -- | -- | -- | ---- |
| 1    | Dinamo Minsk T          | 57  | 32 | 26 | 5  | 1  | 90 | 25 | +65  |
| 2    | KIM Vitebsk             | 47  | 32 | 18 | 11 | 3  | 55 | 21 | +34  |
| 3    | Belarus Minsk P         | 46  | 32 | 20 | 6  | 6  | 54 | 24 | +30  |
| 4    | Nioman Hrodna C         | 45  | 32 | 18 | 9  | 5  | 39 | 27 | +12  |
| 5    | Dniepr Mahiliow         | 41  | 32 | 17 | 7  | 8  | 54 | 33 | +21  |
| 6    | Fandok Babrouïsk        | 40  | 32 | 15 | 10 | 7  | 37 | 20 | +17  |
| 7    | Dinamo Brest            | 35  | 32 | 13 | 9  | 10 | 33 | 29 | +4   |
| 8    | Torpedo Mahiliow        | 33  | 32 | 10 | 13 | 9  | 35 | 30 | +5   |
| 9    | Torpedo Minsk           | 30  | 32 | 10 | 10 | 12 | 29 | 33 | -4   |
| 10   | Homselmach Homiel       | 26  | 32 | 9  | 8  | 15 | 23 | 40 | -17  |
| 11   | Chakhtior Salihorsk     | 26  | 32 | 8  | 10 | 14 | 19 | 34 | -15  |
| 12   | Lokomotiv Vitebsk       | 25  | 32 | 7  | 11 | 14 | 27 | 40 | -13  |
| 13   | FK Maladetchna          | 24  | 32 | 7  | 10 | 15 | 34 | 40 | -6   |
| 14   | Stroïtel Staryïa Darohi | 23  | 32 | 7  | 9  | 16 | 21 | 42 | -21  |
| 15   | Vedrytch Retchytsa      | 21  | 32 | 7  | 7  | 18 | 30 | 61 | -31  |
| 16   | Obouvchtchik Lida       | 17  | 32 | 4  | 9  | 19 | 15 | 45 | -30  |
| 17   | Torpedo Jodzina         | 8   | 32 | 2  | 4  | 26 | 17 | 68 | -51  |

|  | Qualification pour la Ligue des champions 1993-1994 |
|  | Qualification pour la Coupe des coupes 1993-1994    |
|  | Relégation en deuxième division                     |

## Bilan de la saison
| Championnat de Biélorussie de football 1992-1993 |                         |
| Champion                                         | Dinamo Minsk (2e titre) |
| Coupes et trophées                               |                         |
| Vainqueur de la Coupe de Biélorussie 1992-1993   | Nioman Hrodna           |
| Qualifications continentales                     |                         |
| Ligue des champions 1993-1994                    | Dinamo Minsk            |
| Coupe des coupes 1993-1994                       | Nioman Hrodna           |
| Promotions et relégations                        |                         |
| Promus en première division                      | Chinnik Babrouïsk       |
| Relégués en deuxième division                    | Obouvchtchik Lida       |
| Relégués en deuxième division                    | Torpedo Jodzina         |